# Skive Landsogn-Resen Kommune
Skive Landsogn-Resen Kommune i Hindborg Herred i Viborg Amt blev oprettet i 1842 og nedlagt i 1965. Kommunen bestod af Skive Landsogn og Resen Sogn. I kommunens levetid har begge sogne i flere omgange måttet afgive områder til Skive Købstad. 

## Indlemmelser af dele af landsognet
Omkring år 1900 måtte landsognet (Vinde-Lund området) afgive nogle arealer til Skive Købstad. Det drejede sig om Vesterfælled, Ny Skivehus og Resenvej (det nuværende Skive Sygehus). I 1950 var turen kommet til Bakkedraget. 
I 1950 blev de sydlige dele af landsognet (Gammel Skivehus, Egeris-Bilstrup og Årbjerg) også indlemmet i Skive Købstadskommune. Brårup havde indtil da ligget som en kile mellem landsognets sydlige områder.  Den kommunale forening af områderne omkring Brårup banede vej for, at Egeris Sogn kunne oprettes nogle år senere. 

## Indlemmelser af dele af Resen Sogn
Tidligere dannede Karup Å sydgrænse for Resen Sogn. I begyndelsen af 1900-tallet blev den sydlige del af sognet (Skive Havn, Krabbesholm Højskole, Dyrskuepladsen og Skovbakken) afstået til Skive Sogn, hvorved området kom under købstaden.

## Kommunens nedlæggelse
I forbindelse med Kommunalreformen (1958-1970) kom der i 1964 et forslag om en storkommune i Sydsalling. Denne kommune skulle strække sig fra østkysten ved Resen til vestkysten ved Krejbjerg, og Balling skulle være hovedby i den nye kommune.  
Forslaget vakte modstand i Skive Landsogn-Resen. Sognerådet valgte i stedet at lade kommunen indlemme i Skive Købstadskommune. I marts 1966 kunne vælgerne den tidligere sognekommune for første gang stemme ved et byrådsvalg. I overgangsperioden (1965-1966) var et af de tidligere sognerådsmedlemmer indirekte valgt medlem af Skive Byråd.  